# Ministerium für Gleichstellung und Vielfalt Luxemburg

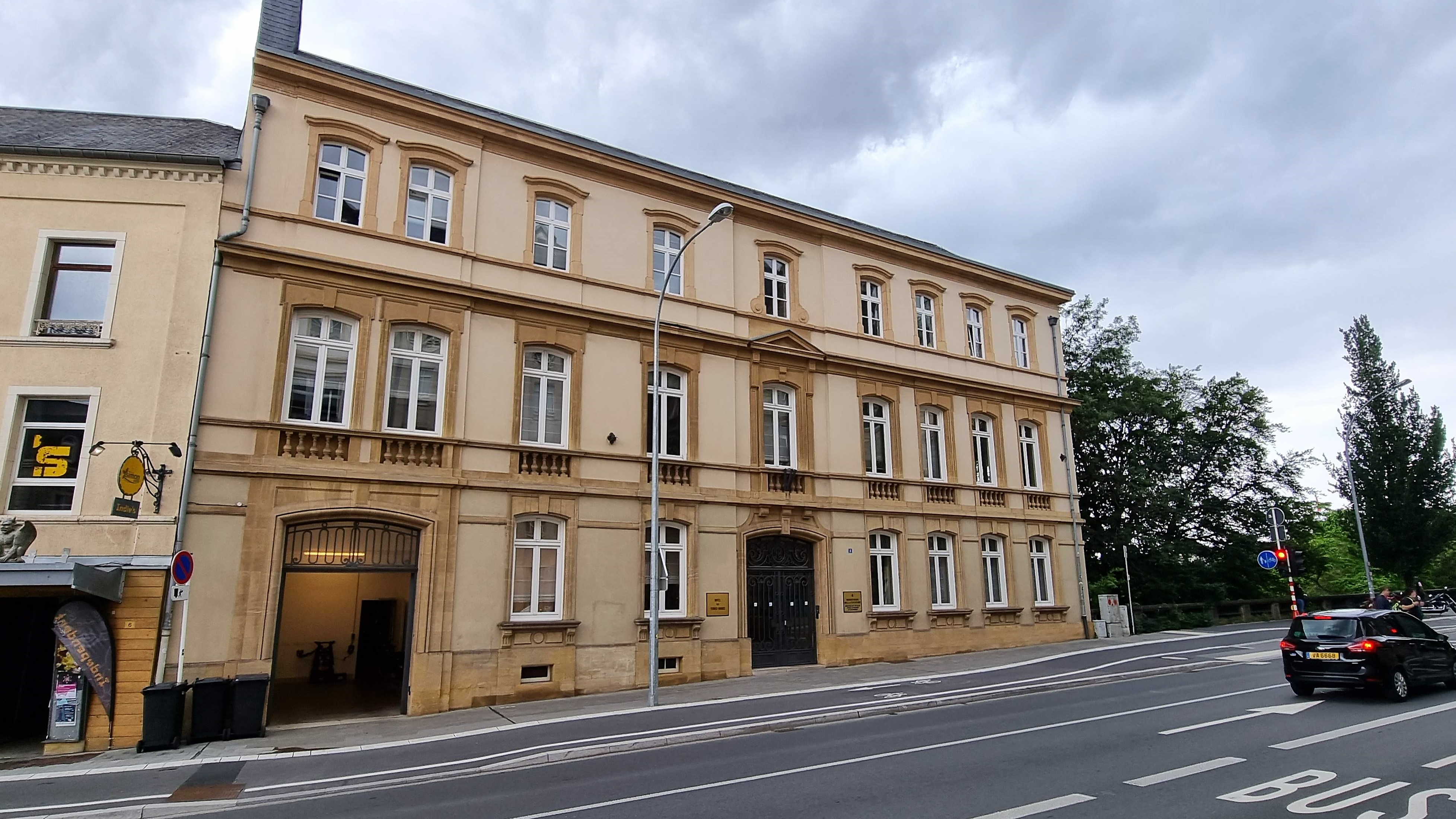
Der Sitz des Ministeriums im Hotel des Terres rouges

Das Ministerium für Gleichstellung und Vielfalt (Ministère de l'Égalité des genres et de la Diversité) ist das für die Umsetzung der Politik der Luxemburger Regierung in Sachen Gleichstellung in allen Lebensbereichen zuständige Ministerium.
Hauptaufgabe des Ministeriums, das 1995 als Ministère de la promotion féminine eingerichtet wurde, ist die Sensibilisierung der Bevölkerung in Bezug auf Konsequenzen aus einer Ungleichbehandlung, respektive diskriminatorischer Repräsentation von Frauen und Männern in der Politik und im Beruf.

## Kompetenzen
Kompetenzen des Ministeriums sind im großherzoglichen Beschluss vom 28. Mai 2019 festgelegt.

## Liste der Minister
- 31/07/2004 bis 23/07/2009: Marie-Josée Jacobs (CSV)
- 23/07/2009 bis 04/12/2013: Françoise Hetto (CSV)
- 04/12/2013 bis 05/12/2018: Lydia Mutsch (LSAP)
- 05/12/2018 bis 17/11/2023: Taina Bofferding (LSAP)
- seit 17/11/2023: Yuriko Backes (DP)